# Pallacanestro Varese 2018-2019
Questa voce raccoglie le informazioni riguardanti la Pallacanestro Varese nelle competizioni ufficiali della stagione 2018-2019.

## Stagione
La stagione 2018-2019 della Pallacanestro Varese sponsorizzata Openjobmetis, è la 70ª nel massimo campionato italiano di pallacanestro, la Serie A.
All'inizio della nuova stagione la Lega Basket decise di modificare il regolamento riguardo al numero di giocatori stranieri da schierare contemporaneamente in campo. Si decise così di optare per la scelta della formula con 6 giocatori stranieri senza vincoli.

## Roster
Aggiornato al 20 dicembre 2018.
| Openjobmetis Varese 2018-19 | Openjobmetis Varese 2018-19 |
| Giocatori                   | Staff tecnico               |
| --------------------------- | --------------------------- |

| N. | Naz.                                       | Ruolo | Nome                  | Anno | Alt.   | Peso   |  |
| -- | ------------------------------------------ | ----- | --------------------- | ---- | ------ | ------ |  |
| 2  | Stati Uniti (bandiera)                     | AP    | Dominique Archie      | 1987 | 201 cm | 102 kg |  |
| 4  | Serbia (bandiera)                          | G     | Aleksa Avramović      | 1994 | 192 cm | 86 kg  |  |
| 5  | Italia (bandiera)                          | GA    | Christian Gatto       | 1996 | 193 cm |        |  |
| 7  | Italia (bandiera)                          | C     | Antonio Iannuzzi      | 1991 | 208 cm | 106 kg |  |
| 8  | Italia (bandiera)                          | A     | Nicola Natali         | 1988 | 200 cm | 95 kg  |  |
| 10 | Belgio (bandiera)                          | AP    | Jean Salumu           | 1990 | 193 cm | 87 kg  |  |
| 11 | Canada (bandiera) · Regno Unito (bandiera) | AP    | Thomas Scrubb         | 1991 | 198 cm | 91 kg  |  |
| 13 | Italia (bandiera)                          | AG    | Damiano Verri         | 1985 | 206 cm | 100 kg |  |
| 15 | Italia (bandiera)                          | P     | Matteo Tambone        | 1994 | 192 cm | 90 kg  |  |
| 16 | Stati Uniti (bandiera)                     | C     | Tyler Cain            | 1988 | 204 cm | 107 kg |  |
| 21 | Italia (bandiera)                          | A     | Giancarlo Ferrero (C) | 1988 | 198 cm | 97 kg  |  |
| 25 | Stati Uniti (bandiera)                     | P     | Ronald Moore          | 1988 | 183 cm | 75 kg  |  |
| 45 | Argentina (bandiera) · Italia (bandiera)   | G     | Pablo Bertone         | 1990 | 193 cm | 90 kg  |  |

| Allenatore |
| - Attilio Caja |
| Assistente/i |
| - Matteo Jemoli - Massimo Bulleri - Raimondo Diamante Legenda - (C) Capitano - (IN) Inattivo - Infortunato Roster |

## Mercato

### Sessione estiva
| Acquisti | Acquisti         | Acquisti               | Acquisti   | Acquisti |
| R.a      | Nome             | da                     | Modalità   |          |
| -------- | ---------------- | ---------------------- | ---------- | -------- |
| P        | Ronald Moore     | Pistoia Basket         | definitivo |          |
| AP       | Dominique Archie | Bnei Herzliya          | definitivo |          |
| C        | Antonio Iannuzzi | Auxilium Torino        | definitivo |          |
| G        | Pablo Bertone    | V.L. Pesaro            | definitivo |          |
| AP       | Thomas Scrubb    | Scandone Avellino      | definitivo |          |
| G        | Christian Gatto  | Basketball Gallaratese | definitivo |          |
| AG       | Damiano Verri    | Basket Club 7 Laghi    | definitivo |          |

| Cessioni | Cessioni         | Cessioni          | Cessioni       | Cessioni |
| R.       | Nome             | a                 | Modalità       |          |
| -------- | ---------------- | ----------------- | -------------- | -------- |
| P        | Cameron Wells    | s.Oliver Wurzburg | fine contratto |          |
| AP       | Stan Okoye       | Saragozza         | fine contratto |          |
| AG       | Siim-Sander Vene | Manresa           | fine contratto |          |
| PG       | Tyler Larson     | Parma Perm'       | fine contratto |          |
| GA       | Tomas Dimša      | Juventus Utena    | fine contratto |          |
| C        | Mario Delaš      | Free agent        | fine contratto |          |

### Dopo l'inizio della stagione
| Acquisti | Acquisti    | Acquisti | Acquisti         | Acquisti   |
| R.       | Nome        | da       | Data             | Modalità   |
| -------- | ----------- | -------- | ---------------- | ---------- |
| AP       | Jean Salumu | Sakarya  | 13 dicembre 2018 | definitivo |

| Cessioni | Cessioni      | Cessioni        | Cessioni       | Cessioni    |
| R.       | Nome          | a               | Data           | Modalità    |
| -------- | ------------- | --------------- | -------------- | ----------- |
| G        | Pablo Bertone | Derthona Basket | 8 gennaio 2019 | rescissione |